# Archidiecezja San Francisco

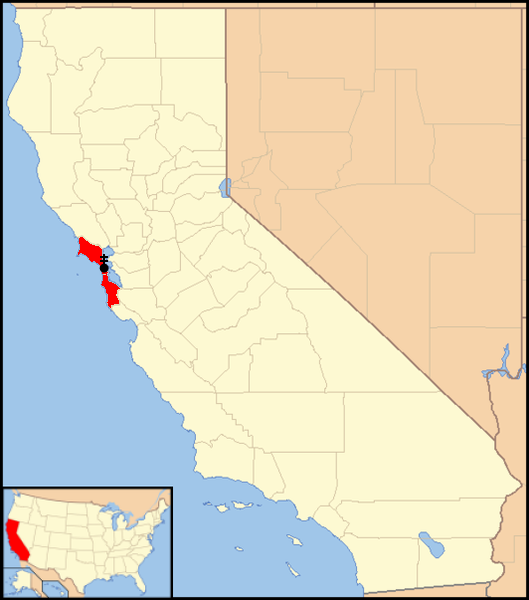
Teren archidiecezji San Francisco

Archidiecezja San Francisco (łac. Archidioecesis Sancti Francisci, ang. Archdiocese of San Francisco) – rzymskokatolicka archidiecezja ze stolicą w San Francisco, w stanie Kalifornia, w Stanach Zjednoczonych. Archidiecezja obejmuje miasto i hrabstwo San Francisco oraz hrabstwa Marin i San Mateo.
Na terenie archidiecezji żyje 203 zakonników i 801 sióstr zakonnych.

## Metropolia
Arcybiskup San Francisco jest również metropolitą San Francisco. Sufraganami metropolii są diecezje:
- Honolulu
- Las Vegas
- Oakland
- Reno
- Sacramento
- Salt Lake City
- San Jose w Kalifornii
- Santa Rosa w Kalifornii
- Stockton

Metropolia obejmuje północną część stanu Kalifornia oraz stany Hawaje, Nevada i Utah.

## Historia
Archidiecezja San Francisco została erygowana 29 lipca 1853. Wcześniej katolicy z okolic San Francisco podlegali biskupom diecezji Monterey (obecnie diecezja Monterey w Kalifornii).
Na przestrzeni lat z archidiecezji wyodrębniło się 7 nowych jednostek administracyjnych Kościoła katolickiego:
- 27 września 1860 - wikariat apostolski Marysville (późniejsza diecezja Grass Valley)
- 28 maja 1886 - diecezja Sacramento
- 23 listopada 1886 - wikariat apostolski Utah (obecnie diecezja Salt Lake City)
- 13 stycznia 1962
  - diecezja Oakland
  - diecezja Santa Rosa w Kalifornii
  - diecezja Stockton
- 27 stycznia 1981 - diecezja San Jose w Kalifornii

## Arcybiskupi San Francisco
- Joseph Sadoc Alemany y Conill OP (29 lipca 1853 - 28 grudnia 1884 zrezygnował)
- Patrick William Riordan (21 grudnia 1884 - 27 grudnia 1914 zmarł)
- Edward Joseph Hanna (1 czerwca 1915 - 2 marca 1935 stan spoczynku)
- John Joseph Mitty (2 marca 1935 - 15 października 1961 zmarł)
- Joseph Thomas McGucken (19 lutego 1962 - 16 lutego 1977 stan spoczynku)
- John Raphael Quinn (16 lutego 1977 - 27 grudnia 1995 zrezygnował)
- William Levada (27 grudnia 1995 - 13 maja 2005)[1] mianowany prefektem Kongregacji Nauki Wiary
- George Niederauer (15 grudnia 2005 - 27 lipca 2012)
- Salvatore Cordileone (od 27 lipca 2012)